# 539

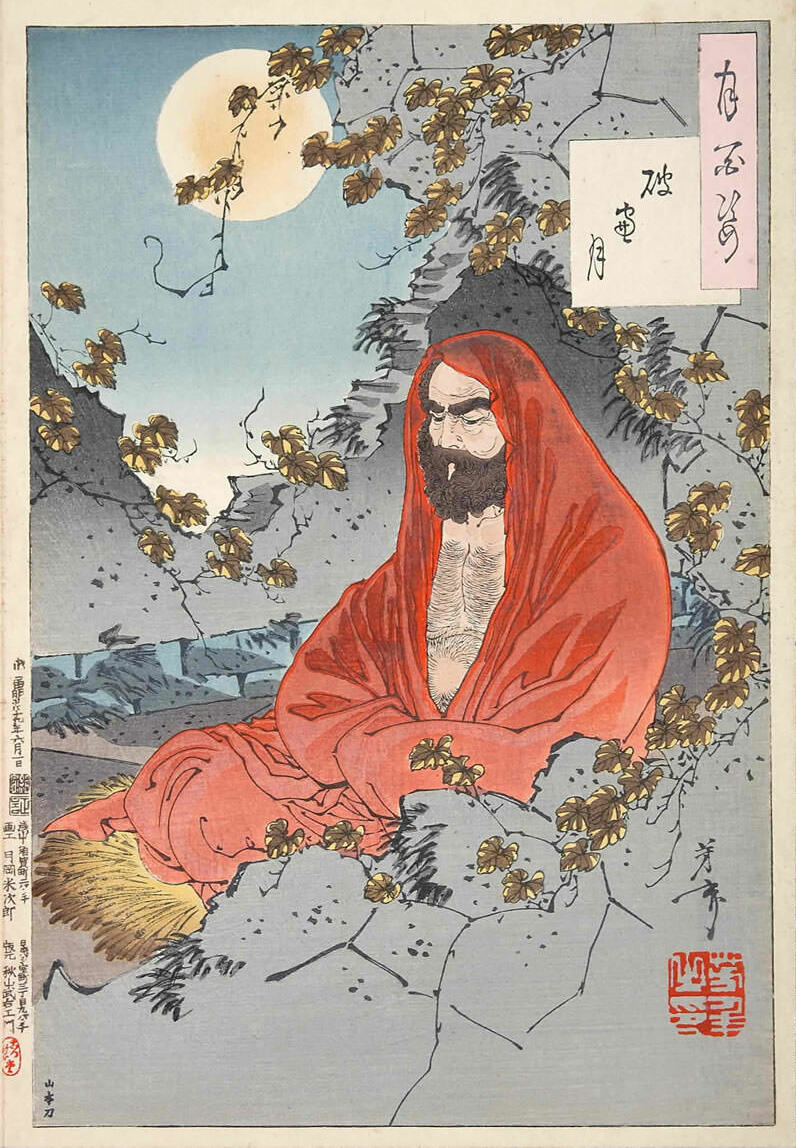
Bodhidharma (482-539)

Het jaar 539 is het 39e jaar in de 6e eeuw volgens de christelijke jaartelling.

## Gebeurtenissen

### Byzantijnse Rijk
- Gotische Oorlog: De Ostrogoten en de Bourgondiërs veroveren Milaan, na een belegering van maanden. Het Byzantijnse garnizoen (1.000 man) geeft zich over. De inwoners worden gedood, vrouwen en kinderen worden als slaaf afgevoerd. (Volgens Procopius worden 300.000 mannelijke inwoners afgeslacht.)
- Juli - Belisarius verzoekt de Venetianen hun havens open te stellen voor de aanvoer van voedsel en versterkingen van overzee voor het beleg van Ravenna.
- Oktober - Koning Theudebert I moet zijn veldtocht afbreken in de Po-vlakte, nadat een epidemie (dysenterie) vele slachtoffers eist in het Frankische leger.

### Europa
- Audoin (r. 539-565) wordt koning van de Longobarden. Tijdens zijn bewind sluit hij een foederativerdrag met het Byzantijnse Rijk en regeert als bondgenoot over het westelijke deel van Pannonië. (waarschijnlijke datum)

### Azië
- Kimmei (r. 539-571) volgt zijn broer Senka op als de 29e keizer van Japan. (Dit volgens de Nihonshoki)

## Geboren
- Bertha, koningin van Kent (waarschijnlijke datum)
- Chilperik I, koning van de Franken (waarschijnlijke datum)
- Mauricius, keizer van het Byzantijnse Rijk (overleden 602)

## Overleden
- Bodhidharma (57), stichter van het Chan-boeddhisme
- Wacho, koning (hoofdman) van de Longobarden
- Senka, keizer van Japan (waarschijnlijke datum)